# Малинськ (футбольний клуб)
ФК "Малинськ"  — аматорський футбольний клуб з села Малинськ Рівненського району Рівненської області. Команда брала участь у чемпіонаті ААФУ, Чемпіонаті Рівненської області серед аматорів, Кубку Рівненської області з футболу та Кубку України з футболу серед аматорів. Чемпіон Рівненської області з футболу, володар Суперкубку Рівненської області, володар Кубку Рівненської області, бронзовий призер Чемпіонату України з футболу серед аматорів 2018/19 років.

## Історія клубу
В Малинську організовано два аматорські футбольних колективи — ФК «Малинськ» (2009) та ФК «Лісівник». ФК «Малинськ» займав високі позиції у чемпіонаті Рівненської області з футболу серед команд Першої ліги.
Обидві команди виступають на відкритому у 2012 році спортивному стадіоні «Ліон», створеному на місці колишніх старих цехів, а згодом стихійного сміттєзвалища. Розміри поля - довжина 102 метра, ширина 62 метра. Нині на стадіоні діє поливна система для підтримки росту трави, облаштовані роздягальні та душеві. ФК «Малинськ» належить рекорд по забитих м'ячах за турнір. Так, у сезоні 2018 малинчани у 24-х матчах відзначилися 106-ма голами у ворота суперників.
Після трагічної загибелі Анатолія Онищука, власника ФК «Малинськ», у ДТП 8 серпня 2019 року клуб припинив участь у новому сезоні аматорського чемпіонату України, але дограв сезон у турнірі Рівненської області та вперше в своїй історії став найсильнішою командою регіону. В наступному 2020 році клуб в обласних змаганнях участі вже не брав, натомість команда під назвою ФК «Малинськ» заявилася до чемпіонату Березнівського району з футболу 2020 року.

## Досягнення
- Чемпіонат РОО ВФСТ «КОЛОС» 2010 — 1-ше місце;
- Кубок РОО ВФСТ »КОЛОС» - 1-ше місце
- Всеукраїнські змагання в м. Переяслав-Хмельницький Київської області (03-06.10.2010р) — 3-тє місце;
- Переможець першості Рівненської області з футболу у 2 Лізі (1): 2012;
- Чемпіон Рівненської області з футболу (1): 2019;
- Срібний призер чемпіонату Рівненської області з футболу (4): 2013, 2016, 2017, 2018;
- Бронзовий призер чемпіонату Рівненської області з футболу (1): 2015;
- Володар Кубка Рівненщини з футболу (2): 2013, 2016;
- Володар Суперкубка Рівненської області з футболу (1): 2019;
- Кубок України з футболу серед аматорів 2015 - 1/16 фіналу;
- Бронзовий призер чемпіонату України з футболу серед аматорів (1): 2018/2019;
- Двічі гравці ФК «Малинськ» ставали кращими бомбардирами Першої ліги чемпіонату Рівненської області з футболу: у 2016-му гонку снайперів виграв Віталій Брикса — 14 голів, а в 2019-му тріумфував Микола Гайдучик — 21 м'яч. Із стількома ж голами у  2012-му став кращим бомбардиром першості Рівненщини з футболу у 2 Лізі Юрій Козлюк.

| Сезон | Ліга | Місце | І  | В  | Н | П | М      | О  |
| ----- | ---- | ----- | -- | -- | - | - | ------ | -- |
| 2011  | 2    | 5     | 20 | 9  | 5 | 6 | 42-29  | 32 |
| 2012  | 2    | 1     | 22 | 17 | 4 | 1 | 51-13  | 55 |
| 2013  | 1    | 2     | 20 | 14 | 3 | 3 | 38-17  | 45 |
| 2014  | 1    | 4     | 16 | 8  | 3 | 5 | 37-24  | 27 |
| 2015  | 1    | 3     | 18 | 10 | 3 | 5 | 33-14  | 33 |
| 2016  | 1    | 2     | 18 | 14 | 2 | 2 | 47-15  | 44 |
| 2017  | 1    | 2     | 20 | 13 | 4 | 3 | 54-14  | 43 |
| 2018  | 1    | 2     | 24 | 20 | 2 | 2 | 106-14 | 62 |
| 2019  | 1    | 1     | 20 | 18 | 1 | 1 | 96-12  | 55 |